# Peter Bohnhof
Peter Bohnhof (* 14. Dezember 1962 in Dortmund) ist ein deutscher Politiker (AfD). Er zog über Listenplatz 20 der AfD Nordrhein-Westfalen in den 21. Deutschen Bundestag ein.

## Leben
Ab 1983 studierte er Rechtswissenschaft an der Uni Münster. Anschließend absolvierte er sein Referendariat in Dortmund. Von 1993 bis 1998 war er Referent für Arbeitsrecht bei einem Arbeitgeber- und Wirtschaftsverband.
Seit 1998 ist er selbständiger Rechtsanwalt.
Von 2013 bis 2017 war er Fraktionsgeschäftsführer der Dortmunder Ratsfraktion der AfD, von 2017 bis 2020 Wissenschaftlicher Referent in Parlamentarischen Untersuchungsausschüssen für die AfD-Fraktion im Landtag NRW. Seit 2020 ist er Fraktionsgeschäftsführer und Justiziar der AfD-Landtagsfraktion NRW.
Seit 2013 ist er Mitglied der Alternative für Deutschland. Er hat diverse Funktionen in Kreisverband und Bezirksverband (u. a. als Sprecher) inne. Seit 2024 ist er Vorsitzender des Bundeskonvents der AfD für die Ländervertreter.